# جوانا روس
جوانا روس (بالإنجليزية: Joanna Russ)‏ (22 فبراير 1937 – 29 أبريل 2011)، كاتبة وأكاديمية ونسوية راديكالية أمريكية. ألفت عددًا من الكتب في الخيال العلمي والفانتازيا والنقد الأدبي النسوي مثل كتاب كيف تقمع كتابات النساء، بالإضافة إلى روايتها المعاصرة بعنوان في إضراب ضد الإله، وكتاب أطفال واحد اسمه: كيتاتيني. أشهر ما عُرفت به الرجل الأنثى، وهي رواية تجمع بين الخيال اليوتوبي والأدب الساخر، وعرفت كذلك بقصة «عندما تغير».

## خلفيتها
ولدت جوانا روس في حي البرونكس في مدينة نيويورك، أبوها إيفاريت آي. وأمها بيرثا (كنيتها قبل الزواج: زينر)، وكلاهما معلمان. كانت عائلتها يهودية. بدأت كتابة أعمال أدبية خيالية من عمر صغير جدًّا. وعلى امتداد السنوات اللاحقة ملأت عددًا لا يحصى من الدفاتر بقصص وأشعار ورسوم توضيحية وقصص مصورة، وكانت غالبًا تخيط بيدها الأوراق.
في سنتها الأخيرة من الدراسة في ثانوية ويليام هاوارد تافات اختيرت روس كإحدى العشرة الأوائل الرابحين في مسابقة ويستينغهاوس للبحث عن المواهب العلمية. تخرجت من جامعة كورنيل، حيث درست مع فلاديمير نابوكوف، في عام 1957، وتلقت ماجستير الفنون الجميلة من كلية ييل للدراما في عام 1960. تزوجت لفترة قصيرة من ألبيرت أماتيو. بعد التدريس في عدة جامعات من بينها جامعة كورنيل أصبحت أستاذة جامعية في جامعة واشنطن.

## الخيال العلمي والكتابات الأخرى
بدأت شهرة روس في عالم الخيال العلمي في أواخر ستينيات القرن العشرين، وبالتحديد بسبب روايتها المرشحة للجوائز نزهة في الفردوس. في ذلك الوقت، كان الخيال العلمي مجالًا يسيطر عليه الكتاب الذكور، الذين يكتبون بشكل عام للقراء الذكور، ولكن النساء كن يبدأن بالدخول إلى هذا المجال بأعداد متزايدة. روس، التي صرحت بأنها مثلية الجنس، كانت من أولى الكاتبات اللواتي تحدين السيطرة الذكورية على المجال، وينظر إليها عادةً باعتبارها إحدى الرائدات كباحثة وكاتبة في مجال الخيال العلمي النسوي. كانت أيضًا واحدةً من أوائل كبار كتاب الخيال العلمي الذين يحملون كتب الخيال العلمي مثلية الجنس محمل الجدية ويقيمون شأنًا لما يعنيه هذا الأدب على الصعيد الثقافي والأدبي. نشرت على امتداد حياتها أكثر من خمسين قصة قصيرة. ترافق ذكر روس مع الموجة الأمريكية الجديدة للخيال العلمي.
بالإضافة إلى كتاباتها النثرية الأدبية، كانت روس أيضًا كاتبة مسرحية وكاتبة مقالات ومؤلفة أعمال غير خيالية، بمعظمها في النقد الأدبي والنظرية النسوية، ومن بينها مجموعة مقالات نشرت بعنوان الأمهات السحريات، والأخوات المضطربات، والطهرانيون والمنحرفون، وكتاب كيف تقمع كتابات النساء، والدراسة التي سطرت في كتاب كامل عن النسوية المعاصرة بعنوان ما الذي نقاتل لأجله؟. نشرت مقالاتها وأبحاثها في كل من مجلات المجلة ربع السنوية لدراسات النساء، علامات، فرونتيرز: مجلة لدراسات النساء، دراسات الخيال العلمي، الإنجليزية للكليات. كانت روس تصف نفسها بأنها اشتراكية نسوية، معبرة عن إعجابها الخاص بأعمال ونظريات كلارا فرازير وحزبها حزب الحرية الاشتراكي. كان كل من الكتابة الخيالية والجادة بالنسبة لروس طريقةً لوضع النظريات في العالم الملموس؛ وبالتحديد يمكن قراءة الرجل الأنثى على أنه نص نظري أو على أنه نص سردي. تستكشف القصة القصيرة «عندما تغير» والتي أصبحت لاحقًا جزءًا من رواية بنفس الاسم، قيود النوع الاجتماعي وتطرح سؤالًا عن كون النوع الاجتماعي ضروريًّا في المجتمع.
تتصف كتابات روس باختلاط الغضب مع الطرافة والسخرية. كتب جيمس تيبتري جونيور في رسالة لها قائلًا: «هل تتخيلين أن أحدًا بنصف عصبون عامل يمكنه قراءة أعمالك دون أن تدخن أصابعه من الغضب الحاقد متعدد الطبقات فيها؟ إن رائحته تفوح وتفيض كبركان مدفون منذ زمن بعيد وميت إلى حد أنه بدأ يتساءل إن كان بإمكانه الانفجار». تسأل روس في رسالة لها إلى سوزان كوبلمان عن ناقدة نسوية شابة قائلةً: «أين غضبها؟ أظن أنني من الآن وصاعدًا لن أثق بأي أحد غير غاضب».
لنحو 15 عامًا كان لها عمود مراجعات مؤثر (ولو بشكل متقطع) في مجلة الفانتازيا والخيال العلمي. مع أنها بحلول ذلك الوقت لم تكن عضوًا ناشطًا في مجتمع المعجبين بالخيال العلمي؛ فقد أجريت معها مقابلة عبر الهاتف أثناء ويسكون (مؤتمر الخيال العلمي النسوي الذي عقد في ماديسون في ولاية ويسكونسن) في 2006 مع صديقها والعضو في مجتمع الخيال العلمي سامويل ر. ديلاني.
كانت أول قصة خيال علمي لها «ولا تبلي نضارتها السنون» في مجلة الفانتازيا والخيال العلمي (1959). من أعمالها القصيرة المهمة قصة «أرواح» التي ربحت جائزة هوغو ووصلت إلى نهائيات جائزة نيبولا وقد نشرت عام 1982. وقصتها التي نالت جائزتي نيبولا وتيبتري «عندما تغير» (1972)، وقصصها التي وصلت إلى نهائيات جائزة نيبولا: «التحقيق الثاني» (1970) وقصة «رجل فقير، رجل متسول» (1971)، وقصة «الرحلات الاستثنائية لأميلي بيرتراند» (1979)، و«لغز السيد الشاب» (1982). رشحت كتاباتها القصصية لتسع جوائز نيبولا وثلاث جوائز هوغو، ونال عملها البحثي المتعلق بصنف الخيال العلمي تقدير جائزة بيلغريم في عام 1988. كانت قصتها المعنونة «السيرة الذاتية لأمي» إحدى قصص جائزة أو. هينري لعام 1977.
كتبت عدة مساهمات للفكر النسوي عن الإباحية والتوجه الجنسي من بينها «الإباحية من النساء، للنساء، مع حب» (1985)، و«الإباحية وازدواجية الجنس للنساء»، و«أن نكون ضد الإباحية»، ويمكن إيجادها في كتاباتها الأرشيفية في المقتنيات الخاصة لجامعة أوريغون.
تضم هذه المقالات أوصافًا مفصلة جدًّا لآرائها عن الإباحية وكم كانت مؤثرة على الفكر النسوي في أواخر ثمانينيات وأوائل تسعينيات القرن العشرين. وبالتحديد ففي «أن نكون ضد الإباحية» تدعو الإباحية قضية نسوية. هي ترى الإباحية أساس الشرور في المجتمع، مناديةً بأنها «جوهرمتفرد في الشر، أحادي الجانب، سهل التعرف عليه، وبنفس الوقت فهي تخيلات جنسية متوفرة تجاريًّا وصريحة». تتراوح قضاياها مع الإباحية من قضايا نسوية، إلى قضايا تتعلق بالتوجهات الجنسية للنساء بشكل عام وكيف تمنع الإباحية النساء من التعبير عن ذواتهن الجنسية بحرية كما يمكن للرجال. آمنت روس بأن الناشطين المناهضين للإباحية لم يتطرقوا إلى كيفية استقبال النساء للإباحية التي يصنعها الرجال، وهو موضوع تناولته هي في «أن نكون ضد الإباحية»، تتناول القضية بشكل مباشر في مقالاتها العديدة المنشورة وغير المنشورة.

## سمعتها وإرثها
تدرس أعمالها بشكل واسع في دورات الخيال العلمي والنسوية في أرجاء العالم المتحدث بالإنجليزية. روس هي موضوع كتاب فره مندلسون عن جوانا روس وكتاب جان كورتيل طالبوا كتابتي: جوانا روس، النسوية، الخيال العلمي. تظهر روس وأعمالها بشكل كبير في كتاب ساره لوفانو في شقوق آلة العالم: النسوية والخيال العلمي (1988). وضع اسمها في قاعة شرف الخيال العلمي والفنتازيا في عام 2013.
كتبت غوينث جونز كتابًا عام 2019 عن جوانا روس كان جزءًا من سلسلة مطبعة جامعة إيلينوي التي تدعى «أساتذة الخيال العلمي المعاصرون».
أوراقها البحثية جزء من مقتنيات جامعة أوريغون الخاصة وأرشيفات الجامعة.

## روابط خارجية
- جوانا روس على موقع IMDb (الإنجليزية)
- جوانا روس على موقع إن إن دي بي (الإنجليزية)